# Pszichoaktív szerek
A központi idegrendszerre ható, annak funkcióját befolyásolni képes anyagokat pszichotrop, vagy a magyar nyelvben elfogadottabb pszichoaktív szereknek nevezik. A pszichoaktív szerek képezik a jelenleg ismert gyógyszereink közel harmadát. A központi idegrendszer befolyásolására képes hatóanyagok (farmakonok) közé tartoznak a nyugtatók, altatók, szorongáscsökkentő szerek, az epilepszia gyógyszerei, az általános és helyi érzéstelenítők, a neurodegeneratív betegségek gyógyszerei, az antipszichotikus hatású szerek, az antidepresszánsok, antimániás szerek, pszichostimulánsok, opioidok, hallucinogének, élvezeti szerek és az alkohol.

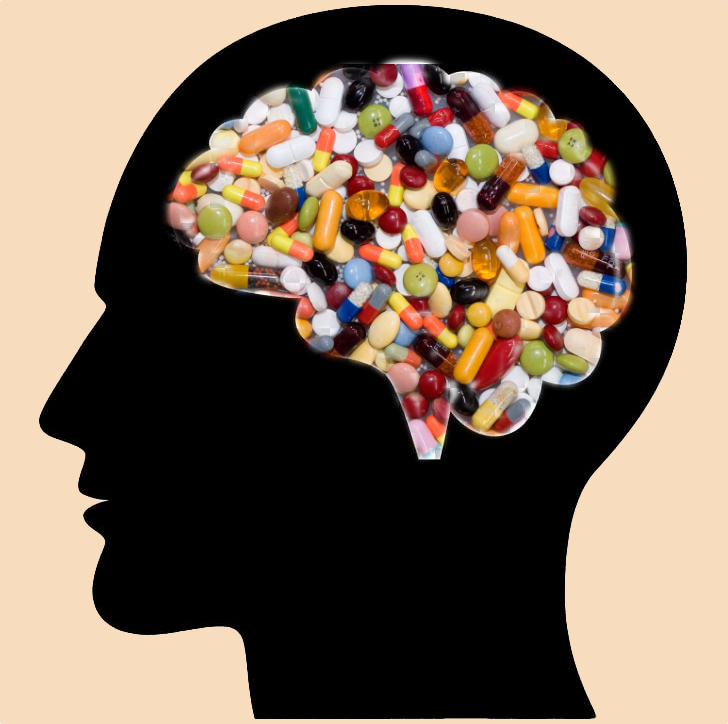
A központi idegrendszerre ható, pszichoaktív szerek képezik a jelenleg ismert gyógyszerkincsünk közel harmadát

## A név eredete
A 20. század első felében a szerves kémia és a farmakológia együttes fejlődése tette lehetővé, hogy az addig főleg növényi drogokból nyert hatóanyagok mellett új, szintetikus farmakonok jelenhettek meg a medicinában, melyek egy része a központi idegrendszer működésének befolyásolására képes. Az új vegyületek nagy száma miatt szükségessé vált a hatóanyagok csoportosítása, mely elsősorban a szerek úgynevezett fő hatásán alapult. Így alakultak ki és kerültek tudományos és oktatási céllal a szakkönyvek lapjaira olyan gyógyszerhatástani csoportok, mint a központi idegrendszerre ható analgetikumok (fájdalomcsillapítók), hipnotikumok (altatók), narkotikumok (általános érzéstelenítők), szedatívumok (nyugtatók), antikonvulzívumok (epilepszia gyógyszerei), antiparkinson szerek és a pszichofarmakonok. Ez utóbbiak, – a pszichofarmakonok – olyan szereket foglaltak magukba, amelyek a normális és a patológiás (kóros) elmeműködést is képesek befolyásolni, és amelyeket további hatástani csoportokba soroltak, mint trankvillánsok (depresszánsok), pszichotomimetikumok (hallucinogének, eufórikumok), antidepresszív szerek, pszichostimulánsok.
Az intenzív gyógyszerkutatásnak köszönhetően a központi idegrendszerre ható anyagok száma közel száz év alatt óriásira duzzadt, és a 20. század végére a korábbi csoportosítás több szempontból is elavulttá vált.
A farmakológiai rendszer hibáira az 1950-es években felgyorsult agy- és neuroélettani kutatások friss eredményei mutattak rá. Az idegsejtek és a szinapszisok működésének, továbbá a neurotranszmitterek szerepének jobb megismerése más megvilágításba helyezte az agy funkcionális működésével kapcsolatos addigi elképzeléseket. Felismerték, hogy az agy korábban megismert funkciói – mint a motoros működés szabályozása, az érzelmi (emocionális) és tudati (kognitív) funkciók irányítása – egymástól nem elválasztható funkciók. Ezek összehangolását a bonyolult idegi hálózatok rendszere végzi, amely hálózat a test egészét és az agy saját aktivitását is összetett, dinamikus módon irányítja. Ezért nem választható el a motoros működés, az érzelmi és tudati funkció egymástól, mint az korábban történt.
Az új élettani szemlélet magával hozta a gyógyszertannak a központi idegrendszerrel kapcsolatos szemléletváltását is. Az agy funkcionális egymásba fonódását a farmakológia sem hagyhatta figyelmen kívül.
A központi idegrendszer működését befolyásolni képes anyagok a modern ember mindennapjainak részeivé váltak, mint gyógyszerek vagy mint élvezeti szerek, melyek közé olyan, központi idegrendszeri pszichostimulánsok is tartoznak, mint a koffein, a nikotin vagy az alkohol, és nem utolsósorban a tudatmódosító hatású kábítószerek. A neurológiai (epilepszia, Parkinson-kór) és pszichiátriai (depresszió, szkizofrénia) betegségek kezelésére használt gyógyszereken kívül a túlhajszolt, stresszes társadalomban élő „egészséges" emberek által használt altatók, szorongásgátlók, nyugtatók is idetartoznak. A sebészeti műtétek során alkalmazott általános érzéstelenítők (narkotikumok), valamint az erős, opioid típusú fájdalomcsillapítók is a központi idegrendszerre hatva fejtik ki hatásukat.
Az agy működését számos, – a környéki és perifériás idegrendszer ingerületátvivő anyagaival megegyező – neurotranszmitter szabályozza, amelyek így egy rendkívül összetett, egymás hatását is jelentősen befolyásoló, többszintű rendszert alkotnak. A központi idegrendszerre ható gyógyszerek elsősorban a szinaptikus ingerületátvitelben szerepet játszó neurotranszmitterekre fejtik ki a hatásukat, befolyásolva azok szintézisét, lebomlását, felszabadulását vagy a receptorukhoz való kötődésüket. Mindezt úgy, hogy a gyógyszerek nem tesznek anatómiai vagy funkcionális különbséget az emberi idegrendszer területei között. Az emberi idegrendszer összetettségéből következően azonban egy-egy transzmitter-rendszer (legyen az erősítő vagy gátló) befolyásolása centrális támadáspontú gyógyszerekkel annak bonyolult hálózata miatt az egész idegrendszerre kihat.
Fentiekből az következik, hogy a korábban egymástól szigorúan elválasztott gyógyszercsoportokat új farmakológiai gyűjtőnév alá vonták. Kezdetben a központi idegrendszerre ható szereket a neuropszichofarmakonok gyűjtőnévvel illették, amely elnevezés a 20. század utolsó harmadában kiadott szakkönyvekben még megtalálható. Ezt követően vált általánossá a pszichotrop szerek elnevezés, amely a magyar nyelvben pszichoaktív szerek formájában vált elfogadottá. E két utóbbi elnevezést az orvosi/gyógyszerészi szakirodalomból a magyar jog is átvette és alkalmazza a törvények szövegében.

## A pszichoaktív szerek csoportosítása
A központi idegrendszert befolyásolni képes pszichoaktív (pszichotrop) szerek képezik a jelenlegi gyógyszerkincsünk több mint harmadát. Közöttük van jó néhány olyan szer is, mely farmakológiai hatása folytán a pszichoaktív anyagok közé tartozik, de mellékhatásai miatt használatát vagy mellőzik vagy már beszüntették a terápiás alkalmazásukat. A pszichoaktív szereket az alábbi farmakológiai csoportokba sorolják:

### Antiepileptikumok
Az antiepileptikumok elsősorban az epilepszia kezelésére használt (görcsgátló) gyógyszerek, melyeket a szakirodalom antikonvulzív szerként is említ. A gyógyszercsoport némely képviselője kifejezett görcsgátló hatása miatt nem epilepsziás természetű vázizomgörcs kezelésére is használható. Az epilepsziás megbetegedéseknek nem minden formája jár együtt görcsökkel, ezért kifejezetten csak görcsgátló hatású antiepileptikumok önmagukban nem megfelelő gyógyszerek a betegség kezelésére. A gyógyszercsoport némely tagja a neuropátiás fájdalom, a migrén, továbbá a mániás depresszió kezelésére is alkalmas. Ez jól példázza a fent leírtakat, miszerint az emberi idegrendszer összetettségéből következően annak befolyásolása centrális támadáspontú gyógyszerekkel (itt antiepileptikumokkal) annak bonyolult hálózata miatt az egész agyra kihat.

### Általános érzéstelenítők
Általános érzéstelenítésnek, azaz narkózisnak nevezik azt a gyógyszeres beavatkozást, melynek során a központi idegrendszer normális működése – elsősorban az öntudat, a fájdalomérzés, az elhárító reflexek, az izomtónus – visszaállítható módon (reverzibilisen) kikapcsolásra kerül. Mindez oly módon történik, hogy az életet fenntartó, létfontosságú nyúltagyi központok (légzés, keringés) működése a narkózis alatt ne legyen jelentősen akadályozott. Az általános érzéstelenítést (narkózist) létrehozó farmakonokat narkotikumoknak nevezik. A narkotikumok alkalmazásának a célja a műtéttel járó fájdalom kikapcsolása a beteg elhárító izomvédekezésének leállítása céljából, és ezáltal a sebészeti tevékenység megkönnyítése. A narkotikumok nem altatók. A természetes alvás és a narkózis közötti alapvető különbség, hogy az alvásból az alvó személy egyszerű fizikai eszközökkel felébreszthető, míg a narkózisból ez nem lehetséges.

### Helyi érzéstelenítők
A helyi érzéstelenítők (lokálanesztetikumok) olyan farmakonok, amelyek lokálisan alkalmazva felfüggesztik a területhez tartozó idegrost ingerületvezető képességét, s ezáltal helyi érzéstelenséget, illetve nagyobb koncentrációban a környék motoros bénulását okozzák. A hatás reverzibilis, tehát a szer lebomlása vagy kiürülése után a hatás elmúlik, az eredeti fiziológiás működés helyreáll. A helyi érzéstelenítők a központi idegrendszer felé futó, – úgynevezett afferens – idegrostokra és érző receptorokra hatnak. A farmakoncsalád némely képviselője centrális izgató hatással is rendelkező pszichostimuláns (pl. kokain).

### A neurodegeneratív betegségek gyógyszerei
Kevés kivételtől eltekintve a központi idegrendszer idegsejtjei sem osztódni, sem regenerálódni nem képesek. Az idegsejtek pusztulása – ami egyben az öregedési folyamat része – irreverzibilis változásokat eredményez az agy funkcionális működésében. Az idegsejtek károsodásáért két általános neurokémiai mechanizmus felelős: az oxidatív stressz, illetve az izgató (ún. excitátoros) aminosavak hatása. Mivel az idegsejtek számának csökkenése idős korra éri el maximumát, ezért a neurodegeneratív betegség elsősorban időskori egészségügyi probléma. A leggyakoribb három neurodegeneratív kórkép: az Alzheimer típusú demencia, az iszkémiás agykárosodás, és a Parkinson-kór. Az orvosi, gyógyszerészi szakirodalom neurodegeneratív betegségek gyógyszerének nevezi azokat a szereket, amelyek a kórképek gyógyítására, megelőzésére vagy kifejlődésük lassítására használatosak. A neurodegeneratív betegségek időskori gyakorisága miatt világszerte intenzív gyógyszerkutatás folyik ezen a területen, biztató eredményekkel.

### Nyugtatók, altatók és szorongáscsökkentő szerek
A nyugtatók (szedatívumok), altatók (hipnotikumok) és szorongáscsökkentők (anxiolitikumok) olyan készítmények, amelyek kisebb dózisban nyugtató, nagyobb adagban altató hatással rendelkeznek. Közöttük fellelhetők olyan nagy hatáserősségű szerek, amelyek nagy dózisban narkózist okoznak. A gyógyszercsoport kémiailag rendkívül heterogén, eltérő kémiai struktúrákkal, melyek lerövidítik az elalvást, megnyújtják és mélyítik az alvást, vagy szelektíven csökkentik a szorongást. A nyugtatók csökkentik a pszichés feszültséget, fékezik a motoros nyugtalanságot. A csoportba tartozó farmakonok általában hátrányosan befolyásolják a szellemi munkát, a szellemi teljesítményt. Bár vannak eltérések, a hatásmechanizmusok tekintetében a nyugtató, altató és szorongáscsökkentő hatások elkülönítése farmakológiailag nem egyszerű feladat.

### Antidepresszív és antimániás vegyületek
A kedélybetegségekre az ember hangulati állapotának kóros változása, annak pszichés zavara a jellemző, amelyben előfordulhat az apátia, a pesszimizmus, a munkaképesség csökkenése, az önbizalomhiány, a döntésképtelenség, bűntudat, alvászavar, az étvágy és testsúly megváltozása, a gondolkodás és a cselekvés gátoltsága. Jellemzőek a szélsőséges megnyilvánulások, amelyben a hangulat a túlzott jókedvtől vagy a fokozott izgalmi állapottól (mánia) a súlyos depressziós állapotokig terjed, ami szélsőséges esetben öngyilkossághoz is vezethet.
A hangulatot, a depressziót tartósan pozitívan befolyásolni képes farmakonokat antidepresszánsoknak nevezik. Ezek a szerek a normális ingerlékenységű (tehát egészséges) központi idegrendszert a gyógyszer terápiás dózisában csak jelentéktelen mértékben befolyásolják. Depresszióban viszont erős és tartós izgató, energetizáló hatást fejtenek ki, és az idegrendszer ingerlékenységét a normális irányba tolják.

### Antipszichotikus hatású szerek
A pszichiátria pszichózisnak nevezi a környezetből, vagy néha a saját szervezetből érkező információk értelmezésének súlyos zavarát, melyre a realitásérzék részleges vagy teljes elvesztése, a rendezetlen, összefüggéstelen beszéd a jellemző, és amelyhez gyakran fokozott érzelmi kitörés, agresszió, agitáció társul. A pszichózis gyakran jár együtt téveszmék kialakulásával vagy hallucinációkkal, amik közben a beteg ön- és közveszélyes lehet. 
A pszichózis kezelésére használt, legtöbbször a központi idegrendszerre erős gátló hatást kifejtő farmakonokat antipszichotikumoknak nevezik, melyet a szakirodalom gyakran neuroleptikumoknak is említ. Ezek a gyógyszerek bár erős nyugtató (lecsendesítő) hatással rendelkeznek, nem tévesztendők össze a szedatohipnotikus (nyugtató/altató) szerekkel, melyektől hatásmechanizmusukban teljesen eltérnek. Az antipszichotikumok már kis dózisban is jellegzetes hatást, az érdeklődés csökkenését, indifferens magatartást, megnyugvást váltanak ki a betegből. Nagyobb adagban sincs altató hatásuk, és nem hoznak létre narkózist. A szakirodalmi neuroleptikum elnevezés egyben arra is utal, hogy ezek a gyógyszerek egyéb neurológiai hatásokkal is rendelkeznek.

### Pszichostimulánsok
A központi idegrendszer összerendezett működését az biztosítja, hogy magasabb és alacsonyabb rendű területek találhatók az agyban. Elsősorban az agykéregben található magasabb rendű területek képesek fékezni vagy gátolni az alacsonyabb rendűek működését. Ez azzal jár, hogy szükség esetén a zavaró ingereket elnyomva, a cselekvést, a figyelmet, a gondolatmenetet egy fontosabb célra irányítva működik az agy. Más megfogalmazásban: a tudat képes kontrollálni, fegyelmezni a cselekvést. A belső gátlások kémiai anyagokkal (farmakonokkal) kiváltható csökkenése vagy megszűnése az alárendelt központok ingerlékenységének fokozódásával jár együtt, ami fokozott izgalmi tüneteket okoz.  A magasabb és alacsonyabb rendű területek összerendezett működését befolyásolni, és így izgalmi tüneteket kiváltani képes anyagokat pszichostimulánsoknak nevezi az orvostudomány. A pszichostimulánsokra jellemző, hogy a normális ingerlékenységű központi idegrendszerben is képesek fokozni annak motoros és pszichés aktivitását, növelve a fizikai és szellemi teljesítőképességet. Nagyobb dózis alkalmazásakor erős nyugtalanság vagy görcsök kialakulása figyelhető meg.

### Az opioid típusú fájdalomcsillapítók
Fájdalomcsillapítóknak nevezik azokat a készítményeket, amelyek az öntudat megtartása mellett emelik a fájdalom ingerküszöbét, vagy pozitívan megváltoztatják a fájdalomélmény jellegét, miközben egyéb érzékszervi működéseket nem befolyásolnak. Ezekkel a szerekkel szemben további igény, hogy a fizikai vagy szellemi munkavégző képességet lehetőleg ne befolyásolják. A fájdalomcsillapító szerek kritériumának megfelelő farmakonokat a hatáserősségük, kémiai szerkezetük, valamint terápiásan kiaknázható egyéb hatásaik alapján két fő csoportba sorolják: a centrális támadáspontú, erős hatású, kábító fájdalomcsillapítók és a gyenge hatású, nem kábító fájdalomcsillapítók. Az előbbiek – a kábító fájdalomcsillapítók – centrális támadáspontjuk miatt a pszichoaktív szerek közé tartoznak.

### A táplálékfelvétel szabályozását befolyásoló gyógyszerek
A táplálékfelvétel és a szervezet energia-háztartásának zavara a civilizált világ modern emberének egyik egészségügyi veszélytényezője. A táplálkozás zavarainak hátterében környezeti, genetikai és legtöbbször pszichológiai faktorok különböző kombinációja található. A pszichés tényezők a táplálékfelvételnek mindkét irányú eltolódását okozhatják és így az energia-háztartás súlyosabb zavarai – mint a túlevés (bulimia), az evésrohamok (binge eating), vagy az anorexia nervosa már a pszichiátria határterületére esnek. A jelenleg használatban lévő étvágycsökkentő szerek elsősorban centrális támadáspontú vegyületek, ezért a táplálékfelvételt szabályozó szereket a pszichoaktív szerek közé sorolja a farmakológia. A készítmények közös jellemzője, hogy hatásukat a hipotalamusz oldalsó részében található éhségközpont gátlásán keresztül fejtik ki.

### Tudatmódosító hatású kábítószerek és élvezeti szerek, alkohol
A fentiekben felsorolt, kémiai szerkezetükben eltérő, és hatásukban is jelentősen különböző pszichoaktív (pszichotrop) szerek között találhatók olyan vegyületek, amelyek nagyon karakterisztikus – orvosi szempontból minden tekintetben szükségtelen – mellékhatásokkal rendelkeznek. A pszichoaktív anyagok némelyike az emberi tudat, a cselekvőképesség és objektív ítélőképesség befolyásolására is alkalmas vegyület. Az előzőekben részletezett és a fenti gyógyszercsaládokba besorolt vegyületek azon képviselőit, amelyek tudatmódosító hatással is rendelkeznek, a hatás különlegessége miatt a farmakológia; a kriminalisztikai és társadalmi veszélyességük miatt pedig a jog, különleges figyelemben és elbánásban részesíti. A szerek legtöbbjére jellemző a velük szemben kialakuló tolerancia (hozzászokás), melynek következtében a szer áldozata a dózist folyamatosan emelni kényszerül.
A tudatmódosító hatás szinte mindig együtt jár függőség (dependencia) vagy annak súlyosabb formája, az addikció kialakulásával.

## Jogi szabályozás
A tudatmódosító hatással is rendelkező pszichoaktív (pszichotrop) szerek között előfordulnak olyan anyagok, amelyek pszichés függéshez, fizikai dependenciához vagy annak legsúlyosabb formájához, az addikcióhoz vezethetnek. Az addiktív szerek rendkívül veszélyesek az egyén egészségére, a szerhasználó közvetlen környezetére, de ezen túlmenően a bűnözés forrásaként különös veszélyt jelentenek magára a társadalomra is. Az említett veszélyek miatt a legnagyobb addikciós kockázatú szerek szabad használatát és forgalmazását nemzetközi megállapodásokon alapuló törvények szabályozzák világszerte. A tudatmódosító pszichoaktív szerek közül törvényileg kiemelt fokozott veszélyt jelentő szereket nevezik kábítószernek. Az egyes tudatmódosító hatással rendelkező szerek kiválasztása és kábítószerré minősítése tehát nem annyira hatástani alapon, mint általános társadalmi veszélyességük alapján történik.
Az illegális, kábítószernek minősülő anyagokat Magyarországon a 2005. évi XXX. törvény határozza meg. Ez a törvény két nemzetközi ENSZ egyezményen alapul: az 1961-es Egységes Kábítószer Egyezményen és a pszichotrop anyagokról szóló 1971-es bécsi egyezményen. Az illegális anyagok előállításához szükséges vegyszerek (prekurzorok) listája a kábítószerek és pszichotrop anyagok tiltott forgalmazása elleni 1988-as bécsi ENSZ-egyezményen alapul.
A „kábítószer” fogalom tehát jogi kategória, mely elnevezés az orvosi és gyógyszerészi munkába is mint jogi terminológia épül be. Ennek értelmében a kábítószerré minősített pszichoaktív (pszichotrop) gyógyszerek egészségügyi alkalmazására, rendelésére, felhasználására, tárolására, a gyógyszertárból való kiadására az orvost és a gyógyszerészt külön előírások és szakmai szabályok kötelezik.